# Jurnee Smollett-Bell
Jurnee Smollett-Bell (sinh ngày 1 tháng 10 năm 1986) là một nữ diễn viên người Mỹ.

## Danh sách phim

### Điện ảnh
| Năm  | Tên                                             | Vai              | Ghi chú |
| ---- | ----------------------------------------------- | ---------------- | ------- |
| 1996 | Jack                                            | Phoebe           |         |
| 1997 | Eve's Bayou                                     | Eve Batiste      |         |
| 2000 | Beautiful Joe                                   | Vivien           |         |
| 2005 | Roll Bounce                                     | Tori Turner      |         |
| 2006 | Gridiron Gang                                   | Danyelle Rollins |         |
| 2007 | The Great Debaters                              | Samantha Booke   |         |
| 2012 | Captain Planet 4                                | Gaia             |         |
| 2013 | Temptation: Confessions of a Marriage Counselor | Judith           |         |
| 2016 | Hands of Stone                                  | Juanita Leonard  |         |
| 2017 | One Last Thing                                  |                  |         |